# Samuel Hubbard Scudder
Samuel Hubbard Scudder (Boston, 13 aprile 1837 – 17 maggio 1911) è stato un entomologo e paleontologo statunitense.

## Opere
- Butterflies:  Their Structure, Changes, and Life Histories (1881)
- Nomenclator zoologicus - Bulletin of the United States national museum Washington Government printing office, 1882. XIX-340 p. (1882). On line at Gallica
- Butterflies of the Eastern United States and Canada (1889)
- The Fossil Insects of North America (two volumes, 1890)
- Index to the Known Fossil Insects of the World (1891)
- Tertiary Rhynchophorous Coleoptera of the United States (1893)
- The Life of a Butterfly (1893)
- Revision of the Orthopteran Group Melanopli (1897)
- Everyday Butterflies (1899)
- Catalogue of the Described Orthoptera of the United States and Canada (1900)
- Adephagous and Clavicorn Coleoptera from the Tertiary Deposits at Florissant, Colorado (1900)
- Index to North American Orthoptera (1901)

| Scudder è l'abbreviazione standard utilizzata per le specie animali descritte da Samuel Hubbard Scudder. Categoria:Taxa classificati da Samuel Hubbard Scudder |